# Furio Chirico
Furio Chirico (Torino, 14 gennaio 1952) è un batterista italiano, noto per essere uno dei fondatori degli Arti e Mestieri (Arti & Mestieri) nonché un batterista storico dei Trip.

## Biografia
Ha militato (dal 1968) dapprima nel gruppo beat I Ragazzi del Sole, Martò & i Judas e il cantante Dino, poi’ dal 1972 al 1974 si unisce alla band di rock progressivo Trip suonando nell'album Atlantide e Time of Change con Joe Vescovi  e Arvid Andersen. Nel 1974 fonda insieme a Gigi Venegoni e Arturo Vitale[1][2] la band di jazz rock Arti e Mestieri (Arti & Mestieri). 
È altresì noto per esser stato il primo batterista italiano ad aver partecipato al ‘Modern Drummer Festival’ nel 2002 in USA.
Nel 2022, in occasione del 50º anniversario della pubblicazione dell'album Atlantide (registrato nel 1972 da Joe Vescovi, Arvid Andersen e Furio Chirico), ha annunciato una nuova line-up dei The Trip - Furio Chirico’s THE TRIP.
Furio Chirico suona TAMA, VATER, UFiP, EVANS, Kimerism Gongs 

## Discografia parziale

### Solista
- 1985 - L'altro lato (con Andrea Centazzo, Carlo Actis Dato e Luigi Venegoni)
- 1993 - Transamazzonica (con Giulio Camarca e Massimo Camarca)
- 2001 - Furiosamente
- 2007 - Father To Son (con Furio Chirico & Friends)

### Con I Ragazzi del Sole
Singoli 7"
- 1968 - Semplici Parole / Se Giro Gli Occhi
- 1969 - Semplici Parole / Un Lago Blu (Split 7" con Gli Uh!)
- 1969 - È Così Che Ci Amiamo / Se Giro Gli Occhi (Split 7" con I Fratellini)

### Con The Trip
- 1972 - Atlantide
- 1973 - Time of Change
- 2013 - Atlantide (2CD boxed set)
- 2018 - Time of Change (limited Edt.coloured Vinyl LP+cd)
- 2022 - Atlantide (180 Gr.Vinyl Yellow Transparent Ed. Numerata Limitata) (Rsd 2022)

### Con Furio Chirico's THE TRIP
- 2022 - Equinox (CD+DVD boxed set)
- 2022 - Equinox (2CD+DVD boxed set: Exclusive Japanese Edition)

### Con Arti e Mestieri (Arti & Mestieri)
- 1974 - Tilt (Immagini per un orecchio)
- 1975 - Giro di valzer per domani
- 1979 - Quinto stato
- 1983 - Acquario
- 1985 - Children's Blues
- 2000 - Murales
- 2002 - Articollezione
- 2003 - Live 1974/2000
- 2003 - Progday
- 2004 - Estrazioni
- 2006 - First Live In Japan
- 2013 - The Live
- 2015 - Universi paralleli
- 2017 - The Best Of Italian Rock
- 2020 - Live In Japan Jazz Rock Legends
- 2022 - official live bootleg Rome sept.11th 2021

## Formazione della band (Furio Chirico’s THE TRIP)
- Furio Chirico - batteria
- Paolo “Silver” Silvestri - piano elettrico ed organo hammond
- Giuseppe “Gius” Lanari - voce e basso
- Marco Rostagno - chitarra